# رئاسة جيمس بولك
بدأت رئاسة جيمس ك. بولك في 4 مارس 1845، عندما نصب جيمس في الانتخابات الرئاسية عام 1844. غادر بولك منصبه بعد فترة واحدة، وفاءً بالعهد الذي بنى عليه حملته في عام 1844، وخلفه ويغ زاكاري تايلور. عكست رئاسة بولك، الحليف المقرب لأندرو جاكسون، تمسكه بالمُثُل العليا للديمقراطية الجاكسونية والمصير الواضح.
كان بولك آخر رئيس قوي قبل الحرب الأهلية، إذ حقق خلال السنوات الأربع التي قضاها في منصبه كل هدف رئيسي قد حدد للسياسة الداخلية والخارجية خلال حملته الانتخابية. كانت رئاسة بولك مؤثرة بشكل خاص في السياسة الخارجية للولايات المتحدة، وشهدت رئاسته التوسعات الرئيسية الأخيرة للولايات المتحدة المتجاورة. عندما رفضت المكسيك ضم تكساس، حقق بولك انتصارًا ساحقًا في الحرب المكسيكية الأمريكية، ما أدى إلى تنازل المكسيك عن كل ما يُعرف الآن بالجنوب الغربي الأمريكي. هدد بالحرب مع المملكة المتحدة للسيطرة على دولة أوريغون، وتوصل في النهاية إلى اتفاق وافقت فيه الدولتان على تقسيم المنطقة عند خط عرض 49.
أنجز بولك أيضًا أهدافه في السياسة الداخلية. لقد عمل على خفض معدلات التعريفة الجمركية بشكل كبير من خلال استبدال التعريفة السوداء بتعريفة ووكر لعام 1846، والتي أسعدت الولايات الأقل تصنيعًا في موطنه الأصلي جنوب الولايات المتحدة من خلال جعل السلع المستوردة والمحلية أقل تكلفة من خلال المنافسة. بالإضافة إلى ذلك، بنى نظام خزانة مستقل استمر حتى عام 1913، وأشرف على افتتاح الأكاديمية البحرية الأمريكية ومؤسسة سميثسونيان، ووضع حجر الأساس لنصب واشنطن التذكاري، وأصدر أول طابع بريدي للولايات المتحدة.
لم يشارك بولك عن كثب في الانتخابات الرئاسية لعام 1848، لكن أفعاله أثرت بشدة على السباق. الجنرال زاكاري تايلور، الذي خدم في الحرب المكسيكية الأمريكية، فاز بترشيح الحزب اليميني للرئاسة وهزم مرشح بولك المفضل، السيناتور الديمقراطي لويس كاس. صنف العلماء بولك بشكل إيجابي على قوائم أعظم الرؤساء لقدرته على ترقية جميع البنود الرئيسية في جدول أعماله الرئاسي والحصول على الدعم لها وتحقيقها. ومع ذلك، فقد تعرض أيضًا لانتقادات لقيادته البلاد إلى الحرب ضد المكسيك ولتفاقم الانقسامات الطائفية. يُطلق على بولك لقب الرئيس المترتب الأقل شهرة للولايات المتحدة.

## انتخابات 1844
في الأشهر التي سبقت المؤتمر الوطني الديمقراطي لعام 1844، كان يُنظر إلى الرئيس السابق مارتن فان بورين على نطاق واسع على أنه المرشح الأول لترشيح الحزب الديمقراطي للرئاسة. بولك، الذي رغب في أن يكون مرشح الحزب لمنصب نائب الرئيس في انتخابات عام 1844، انخرط في حملة دقيقة ليصبح نائب الرئيس لفان بورين. أدى الضم المحتمل لتكساس من قبل الرئيس جون تايلر إلى قلب السباق الرئاسي، في حين عارض فان بورين والمرشح الأول للويغ، هنري كلاي، الضم والحرب المحتملة مع المكسيك على الأراضي المتنازع عليها، أيد بولك والرئيس السابق أندرو جاكسون بشدة الاستحواذ على الأراضي. بخيبة أمل من موقف فان بورين، ألقى جاكسون دعمه وراء بولك لترشيح الحزب عام 1844.
عندما بدأ المؤتمر الوطني الديمقراطي في 27 مايو 1844، كان السؤال الرئيسي هو ما إذا كان المؤتمر سيتبنى قاعدة تتطلب من المرشح الرئاسي الحصول على تصويت ثلثي المندوبين. مع الدعم القوي من الولايات الجنوبية، مررت قاعدة الثلثين من قبل الاتفاقية، ما أنهى بشكل فعال إمكانية ترشيح فان بورين بسبب المعارضة القوية التي واجهها من أقلية لا هوادة فيها من المندوبين. فاز فان بورين بأغلبية في أول اقتراع رئاسي، لكنه فشل في الفوز بالأغلبية العظمى اللازمة، وتلاشى دعم فان بورين في الاقتراعات اللاحقة. في الاقتراع الرئاسي الثامن، فاز بولك بـ 44 من 266 مندوبًا، حيث تبدد دعم جميع المرشحين بخلاف بولك ولويس كاس وفان بورين. بعد الاقتراع الثامن، صعد العديد من المندوبين للتحدث لدعم ترشيح بولك. بعد أن أدرك فان بورين أنه لم يكن لديه أي فرصة للفوز بترشيح 1844 للرئاسة، ألقى دعمه خلف بولك، الذي فاز في الاقتراع التالي. وبذلك، أصبح بولك أول مرشح حصان أسود على الإطلاق يفوز بترشيح حزب سياسي أمريكي كبير للرئاسة. بعد أن رفض السناتور سيلاس رايت، وهو حليف مقرب من فان بورين، ترشيح نائب الرئيس، رشح المؤتمر السناتور السابق جورج إم. دالاس من ولاية بنسلفانيا لمنصب نائب بولك.
بعد أن علم بترشيحه، وعد بولك بالخدمة لفترة ولاية واحدة فقط، معتقدًا أن هذا سيساعده على كسب دعم القادة الديمقراطيين مثل كاس ورايت وجون سي كالهون وتوماس هارت بينتون وجيمس بوكانان، وجميعهم من المرشحين الرئاسيين. علاوة على ذلك، تجنب اتخاذ موقف بشأن التعريفة الجمركية لعام 1842، لكنه ناشد ولاية بنسلفانيا الرئيسية باستخدام خطاب مؤيد للتعريفات الجمركية. في نيويورك -وهي ولاية رئيسية متأرجحة أخرى- حظيت حملة بولك بدعم كبير من ترشيح رايت لمنصب الحاكم، الذي تمكن من توحيد فصائل الحزب الديمقراطي في نيويورك.
رشح حزب الحرية المؤيد لإلغاء عقوبة الإعدام جيمس جي بيرني من ميشيغان، بينما رشح المؤتمر الوطني للويغ لعام 1844 هنري كلاي في الاقتراع الأول. على الرغم من أن بولك كان رئيسًا لمجلس النواب وحاكمًا لولاية تينيسي، فقد احتقر المتحدثون في الحزب اليميني على بولك، وسخروا منه بالترنيمة (من هو جيمس ك. بولك؟) في إشارة إلى الغموض النسبي لبولك مقارنة بكل من فان بورين أو كلاي. غطى اليمينيون الأمة بمئات الآلاف من المناهض لبولك، متهمين إياه بأنه دمية في يد نظام العبودية وراديكالي من شأنه أن يدمر الولايات المتحدة بسبب ضم تكساس. أعاد الديمقراطيون مثل روبرت ووكر صياغة قضية ضم تكساس، بحجة أن تكساس وأوريجون كانتا أمريكيتين بحق لكنهما ضاعتا خلال إدارة مونرو. جادل ووكر كذلك بأن تكساس ستوفر سوقًا للسلع الشمالية وستسمح بـ انتشار العبودية، والتي بدورها ستؤدي إلى التحرر التدريجي. ردًا على ذلك، جادل كلاي بأن ضم تكساس سيجلب الحرب مع المكسيك ويزيد من التوترات القطاعية.
في النهاية، انتصر بولك في انتخابات متقاربة للغاية، وهزم كلاي 170-105 في المجمع الانتخابي. إن قلب بضعة آلاف من الناخبين في نيويورك كان من شأنه أن يعطي الانتخابات لكلاي. فاز بيرني بعدة آلاف من الأصوات المناهضة للضم في نيويورك، وقد يكون وجوده في السباق قد كلف كلاي الانتخابات.